# Protodiaspis signata
Protodiaspis signata är en insektsart som beskrevs av Ferris 1941. Protodiaspis signata ingår i släktet Protodiaspis och familjen pansarsköldlöss. Inga underarter finns listade i Catalogue of Life.